# František Plánička

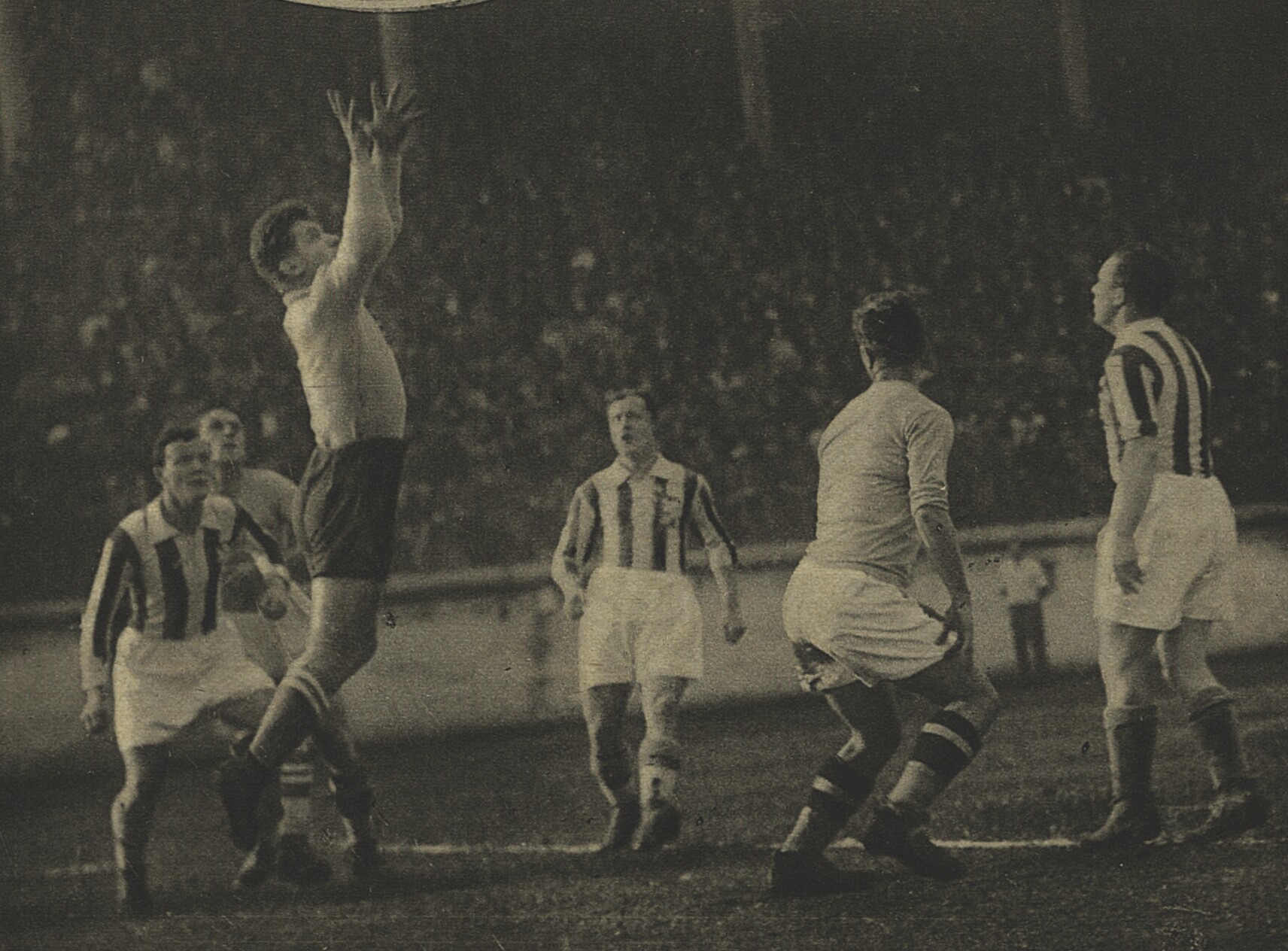
Plánička chytá míč v zápase Itálie – Československo v roce 1931.

František Plánička (2. června 1904 Žižkov – 20. července 1996 Praha) byl český fotbalový brankář a reprezentant Československa. Za Československou fotbalovou reprezentaci vybojoval stříbrnou medaili na MS 1934. Byl jeden z nejlepších světových fotbalových brankářů. Byla po něm pojmenována cena Františka Pláničky, která hledala nejlepšího fotbalového brankáře v České republice a ve které hlasovali od roku 1998 ligoví a reprezentační trenéři a novináři.

## Život
Narodil se na Žižkově u Prahy do rodiny truhláře Karla Pláničky jako nejstarší ze tří dětí. Jeho dětství poznamenala dlouhá otcova nepřítomnost během 1. světové války, kdy musel pomáhat matce s obživou rodiny. Po skončení školní docházky se šel učit soustružníkem. Po otcově návratu se mohl více věnovat své velké zálibě, kterou byl fotbal.
Fotbal hrál nejdříve s kamarády na ulici, střídavě v útoku nebo brance. V roce 1919 podepsal přihlášku do fotbalového klubu Slovan Holešovice, protože si myslel, že tam půjdou i ostatní kamarádi, kteří se však mezitím stali členy SK Bubeneč. Plánička do Bubenče přestoupil na pozici brankáře o dva roky později. V 18 letech sehrál na přání svého otce několik utkání za Rudou hvězdu Praha. Později jej zvala na tréninky prvoligová Sparta, ale kvůli malé výšce ho nakonec odmítli. Plánička zůstával brankářem Bubenče a od března 1923 navíc trénoval ve Slavii Praha, která měla o talentovaného hráče zájem. Pláničkův přestup provázely spory mezi funkcionáři obou klubů, které byly řešeny i před disciplinární komisí, když Plánička nastoupil za zraněného brankáře Slávie při utkání ve Vídni. Slavia byla za přestupek potrestána pokutou, ale v říjnu 1923 byla uzavřena dohoda a Plánička se stal slávistou. Kuriozitou je, že do Slavie přestoupil z SK Bubeneč za 800 Kč. Z této částky dokonce neměl ani haléř.
Po přestupu do Slávie Plánička, který předtím pracoval jako dělník v různých továrnách, absolvoval základní vojenskou službu u protiletadlového pluku v Praze. Plánička si uvědomoval krátkost sportovní kariéry a aby zabezpečil rodinu, vystudoval obchodní školu. Získal místo v účtárně ve Všeobecném pensijním ústavu a volný čas věnoval fotbalu a rodině. V lednu 1926 podepsal ve Slavii profesionální smlouvu. V roce 1928 se v Praze oženil se svou láskou z dětství Boženou Chvojkovou, profesí dámskou krejčovou, a jejich manželství trvalo celý život. Vychovali spolu dvě dcery.
Od roku 1939, kdy ukončil aktivní sportovní kariéru, pracoval jako úředník, ale fotbalu zůstal věrný až do vysokého věku. Pomáhal trenérům, pracoval ve výboru Slavie, hrával za internacionály.
Zemřel roku 1996. Poslední rozloučení s Františkem Pláničkou se uskutečnilo v pátek 26. července 1996 ve velké obřadní síni krematoria v Praze-Strašnicích. Byl pohřben na Olšanských hřbitovech.

## Sportovní kariéra

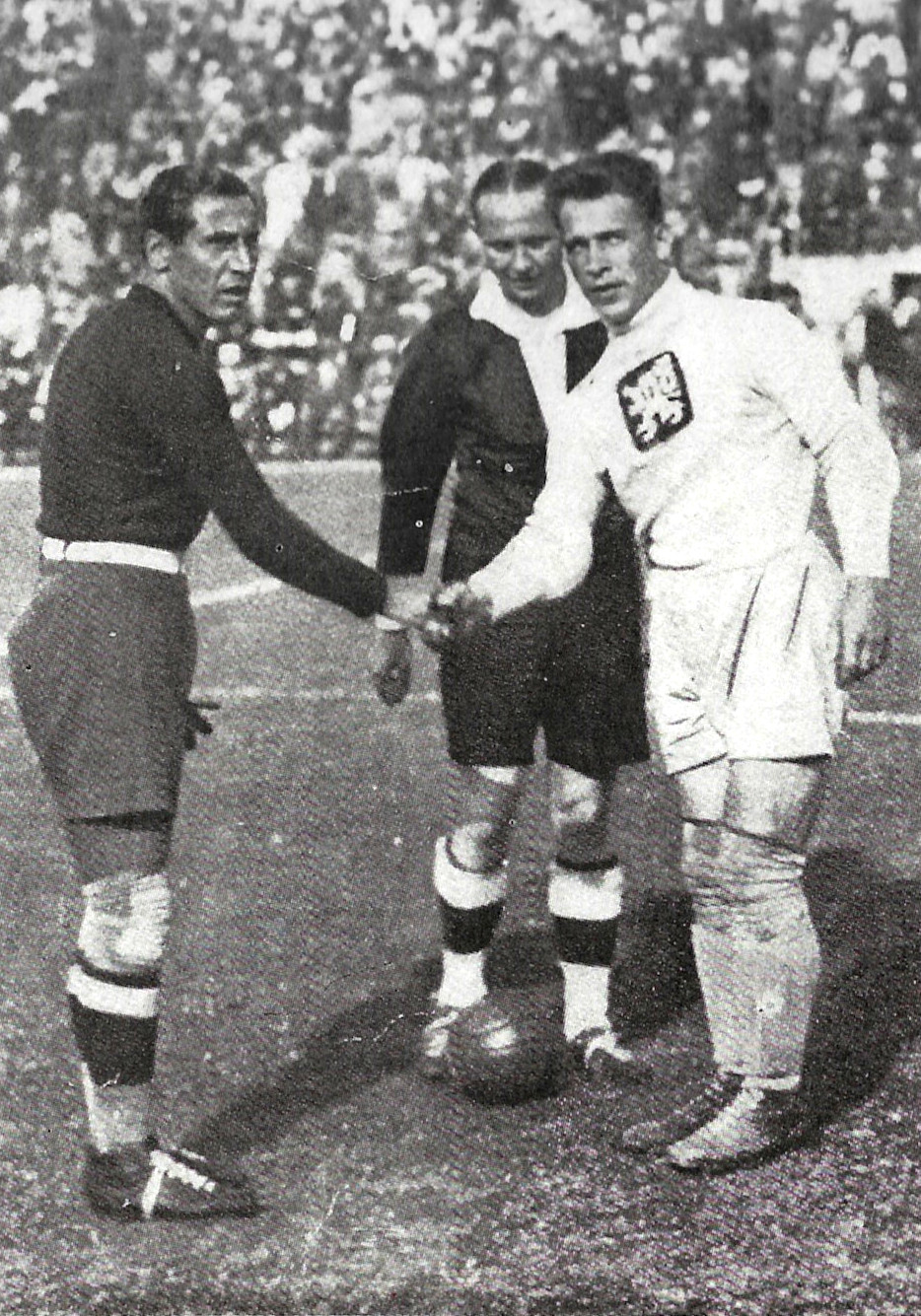
František Plánička (vpravo) a Ital Gianpiero Combi – rozhodčím je Švéd Ivan Eklind, fotografie z fotbalového mistrovství světa (1934).

František Plánička po celou svou sportovní kariéru nevyměnil slavistický dres za jiný než reprezentační, byl spolu se Španělem Zamorou považován za nejlepšího brankáře předválečné Evropy. Největšího úspěchu dosáhl v roce 1934, kdy jako kapitán a velká opora týmu přivedl Československo až do finále Mistrovství světa, v němž mužstvo podlehlo domácí Itálii 2:1. Byl vzorem nejen pro svou klubovou věrnost, ale také pro svoji skromnost, příkladnou celoživotní životosprávu a profesionalismus, který provázel celou jeho sportovní dráhu. Za Slavii sehrál téměř tisíc zápasů, od 1. října 1923 až do svého zranění 14. června 1938. Za národní mužstvo nastoupil poprvé jako 67. reprezentant v řadě (osmý brankář) 17. ledna 1926 v přátelském zápase v Turíně proti Itálii, celkem chytal v 73 oficiálních mezistátních zápasech. Poslední byl proti Brazílii roku 1938, kdy na mistrovství světa dohrál celý zápas se zlomenou rukou. Ve fotbalové brance stál naposledy 4. července 1970 jako šestašedesátiletý v Domoušicích u Rakovníka v dresu jedenáctky bývalých internacionálů.
Plánička vnesl do hry brankáře nové prvky. Svou menší postavu kompenzoval skvělým výskokem a mrštností, odvážně se vrhal pod nohy útočníků do prostoru před brankou. Proslulé byly jeho robinzonády, bezchybné chytání „do koše“, rybička v pádu, při níž si ztlumil oběma rukama míč na prsou.
Známý je jeho výrok: „Penalta se nedá chytit, dá se jen špatně kopnout.“
- Za Slavii odchytal 969 zápasů
- Za celý svůj život sehrál 1235 zápasů, v nichž pustil pouze 1073 gólů, což tedy činí průměr 0,86 branky na zápas.

## Ligová bilance
| Ročník                                       | Zápasy | Góly | Klub            |
| -------------------------------------------- | ------ | ---- | --------------- |
| Středočeská 1. liga 1925/26                  | 21     | 0    | SK Slavia Praha |
| Kvalifikační soutěž Středočeské 1. ligy 1927 | —      | 0    | SK Slavia Praha |
| Středočeská 1. liga 1927/28                  | —      | 0    | SK Slavia Praha |
| Středočeská 1. liga 1928/29                  | —      | 0    | SK Slavia Praha |
| 1. asociační liga 1929/30                    | —      | 0    | SK Slavia Praha |
| 1. asociační liga 1930/31                    | 14     | 0    | SK Slavia Praha |
| 1. asociační liga 1931/32                    | —      | 0    | SK Slavia Praha |
| 1. asociační liga 1932/33                    | —      | 0    | SK Slavia Praha |
| 1. asociační liga 1933/34                    | 15     | 0    | SK Slavia Praha |
| Státní liga 1934/35                          | —      | 0    | SK Slavia Praha |
| Státní liga 1935/36                          | 26     | 0    | SK Slavia Praha |
| Státní liga 1936/37                          | 22     | 0    | SK Slavia Praha |
| Státní liga 1937/38                          | —      | 0    | SK Slavia Praha |
| CELKEM                                       | —      | 0    |                 |

## Přehled zápasů do roku 1957

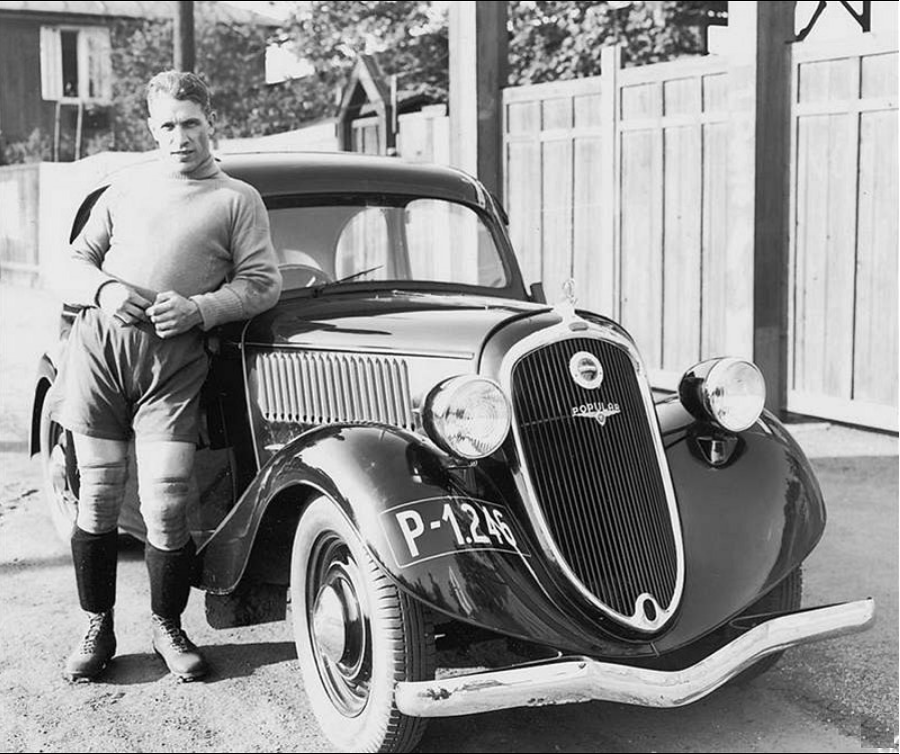
František Plánička se svým vozem Škoda Popular, 1934

| Mužstvo          | Počet utkání | Vítězství | Remízy | Porážky |
| ---------------- | ------------ | --------- | ------ | ------- |
| 11 Rudých hvězd  | 2            | 0         | 0      | 2       |
| Praha a Svaz     | 26           | 16        | 4      | 6       |
| Reprezentace ČSR | 74           | 36        | 16     | 22      |
| Rudá Hvězda VII  | 14           | 12        | 1      | 1       |
| SK Bubeneč       | 108          | 52        | 19     | 37      |
| SK Slavia Praha  | 969          | 742       | 99     | 128     |
| Slovan Praha VII | 22           | 12        | 3      | 7       |
| Staré gardy      | 38           | 36        | 1      | 1       |
| CELKEM           | 1253         | 906       | 143    | 204     |

## Ocenění
V roce 1985 se mu dostalo vysokého mezinárodního ocenění – od UNESCO převzal čestný diplom fair play. Až do konce svého života sledoval se zájmem veškeré fotbalové dění a radoval se z každého úspěchu českého fotbalu.
Františku Pláničkovi byl v roce 1994 udělen Titul fotbalového rytíře a byl vyznamenán Cenou dr. Václava Jíry. Slavia Praha ho zařadila mezi hráčské legendy a udělila mu plaketu J. Maddena „in memoriam“ s pořadovým číslem 2.
V roce 2000 skončil čtvrtý v anketě o českého fotbalistu století, fanoušci ho zařadili na čtvrté místo.